# Slovenská kynologická jednota
Slovenská kynologická jednota (zkr. SKJ) je členská organizace FCI (Mezinárodní kynologické federace). Je hlavní kynologickou organizací na Slovensku, zastřešující loveckou kynologii, chovatelské kluby a sportovní kynologii. Slovenská kynologická jednota, spolu se svými členskými organizacemi, vede plemennou knihu psů a vydává průkazy původu psů.
Členské organizace SKJ:
- Slovenský myslivecký svaz, jehož členy jsou dále chovatelské kluby loveckých a příbuzných plemen a základní regionální lovecké organizace
- Svaz sportovní kynologie, jehož členy jsou sportovní kynologické kluby a jediný chovatelský klub – Slovenská unie chovatelů německých ovčáků (SÚCHNO)
- Unie kynologických klubů, jehož členy jsou chovatelské kluby
- Jiné kynologické kluby (např. výcvikové)

Současným prezidentem SKJ je Ing. Jozef Jursa, CSc.